# Leucosolenia albatrossi
Leucosolenia albatrossi är en svampdjursart som beskrevs av Hozawa 1918. Leucosolenia albatrossi ingår i släktet Leucosolenia och familjen Leucosoleniidae.
Artens utbredningsområde är havet kring Japan. Inga underarter finns listade i Catalogue of Life.